# Bitwa pod Chantilly
Bitwa pod Chantilly (lub pod Ox Hill, nazwa konfederacka) – starcie zbrojne, które miało miejsce 1 września 1862 roku w hrabstwie Fairfax w stanie Wirginia, kończące kampanię w północnej Wirginii w ramach amerykańskiej wojny secesyjnej.

## Podłoże
Pobity 30 sierpnia w II bitwie nad Bull Run generał major Armii Unii John Pope nakazał swej Armii Wirginii wycofanie w kierunku na Centreville. Manewr został rozpoczęty po zmroku, z III Korpusem gen. mjr. Irvina McDowella w straży tylnej. Armia przekroczyła rzekę Bull Run, a ostatni oddział z I Korpusu gen. mjr. Franza Sigela wysadził w powietrze kamienny most za sobą. W tej sytuacji Robert E. Lee zdecydował się nie naciskać dalej celem ostatecznego rozprawienia się z przeciwnikiem, głównie dlatego, że jego Armia Północnej Wirginii była wyczerpana ciągłymi dwutygodniowymi marszami i trwającą trzy dni bitwą; w rezultacie odwrót oddziałów unionistów odbywał się bez zakłóceń. Decyzja Lee pozwoliła również II Korpusowi Armii Wirginii gen. mjr. Nathaniela Banksa, maszerującemu z Bristoe Station, gdzie strzegł linii kolejowej, dołączyć do sił głównych armii Pope’a. Co więcej, decyzja Lee pozwoliła unionistom rzucić na front drugi rzut Armii Potomaku, a mianowicie V i VI Korpus, które zostały wycofane z kampanii półwyspowej i – ku niezadowoleniu gen. mjr. George’a B. McClellana – oddane pod dowództwo Pope’a.
Rankiem 31 sierpnia wszystko wskazywało na to, że dowodzenie nad wojskiem wymyka się z rąk Pope’a. Porażka pod Bull Run nadszarpnęła jego nerwy, a na dodatek nie wiedział co robić dalej. Rozumiał, że w Waszyngtonie żądać będą odeń ataku, ale bał się, że Lee może uderzyć pierwszy i rozgromić jego reformowaną właśnie armię, nim ta zdąży przystąpić do akcji. Zwołał konferencję dowódców korpusów w swej kwaterze głównej (Centreville headquarters) i łatwo zgodził się z nimi, że trzeba wycofać się w głąb umocnień Waszyngtonu. Depesza od głównodowodzącego, gen. Henry’ego Hallecka, nie pozostawiała jednak cienia wątpliwości – należy atakować, więc Pope nakazał uderzenie na wojska Lee na polach w okolicach Manassas.
Tymczasem Lee zaczął już realizować własny plan, który mógł wytrącić inicjatywę z rąk Pope’a. Kazał gen. mjr. Thomasowi J. „Stonewall” Jacksonowi okrążyć prawe skrzydło Pope’a i wyjść na tyły jego pozycji pod Centreville. Konfederacki manewr poprzedzał zwiad kawaleryjski gen. mjr. J.E.B. Stuarta. Siły gen. mjr. Jamesa Longstreeta miały zostać na miejscu, by upewnić Pope’a, że wojska konfederackie znajdują się przed nim, podczas gdy Jackson pomaszeruje na północ i wschód, by zająć strategicznie ważne Germantown, skąd prowadziły na Waszyngton dwie drogi: Warrenton Pike (dzisiejsza U.S. Route 29) i Little River Turnpike (dzisiejsza U.S. Route 50). Ludzie Jacksona, głodni i zmęczeni, poruszali się naprzód wolno i zatrzymali na noc w dolinie położonej około 5 km na północny wschód od Centreville. Pope nie zdawał sobie z tego sprawy.
W nocy miały miejsce dwa wydarzenia, które mogły zmusić Pope’a do myślenia: najpierw z Germantown przybył oficer sztabowy z raportem, że silna formacja kawalerii ostrzeliwała skrzyżowanie dróg przed jego ucieczką. Na szczęście dla Lee i Stuarta Pope uznał atak kawalerii za patrol, ale gdy w kilka godzin później dwaj unijni kawalerzyści donieśli, że widzieli masy piechoty nieprzyjaciela maszerujące wzdłuż Little River Turnpike, Pope zrozumiał, że jego armia jest w niebezpieczeństwie. Odwołał więc rozkaz ataku, a w zamian nakazał armii odwrót z Centreville do Waszyngtonu; wysłał ponadto kilka zwiadowczych oddziałków piechoty dla zbadania dróg, których Lee może użyć, by zaskoczyć jego wojska podczas odwrotu.

## Bitwa

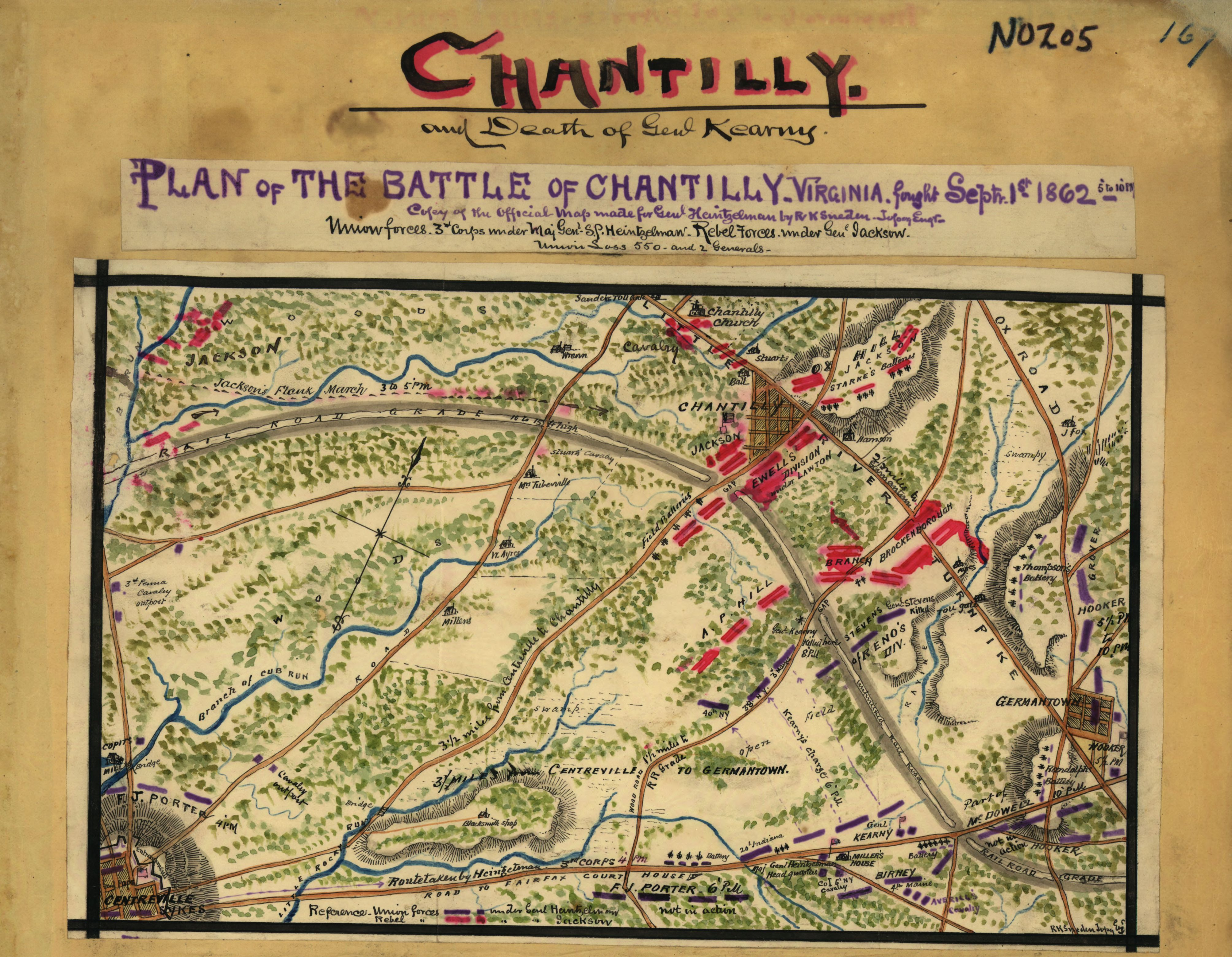
Plan bitwy

Wcześnie rano 1 września Pope rozkazał gen. mjr. Edwinowi Sumnerowi wysłać na północ brygadę piechoty z zadaniem dokonania rozpoznania terenu; kawaleria armijna była zbyt zmęczona. Jednocześnie kontynuowany był marsz armii w kierunku Waszyngtonu, a korpus McDowella został posłany do Germantown (dzisiejszego Fairfax City), gdzie miał strzec ważnego dla wycofującej się armii skrzyżowania. Dla powstrzymania Jacksona posłał dwie brygady z IX Korpusu pod dowództwem gen. bryg. Issaca Stevensa. Dywizja gen. mjr. Philipa Kearny’ego nadciągnęła za nimi po południu.
Jackson kontynuował marsz na południe, ale jego wojska były tak wyczerpane i głodne, że w deszczu (zmieniającym się w ulewę) postępowały naprzód bardzo wolno. Po przejściu zaledwie 5 km obsadziły Wołowe Wzgórze (ang. Ox Hill), na południowy wschód od plantacji Chantilly, skąd dostrzegły około godz. 15 trzy brygady Stevensa. Mimo że dysponował mniejszymi siłami, Stevens postanowił przypuścić atak na dywizję gen. bryg. Alexandra Lawtona w centrum konfederackiej pozycji. Unioniści osiągnęli początkowo sukces, spychając w tył jedną brygadę południowców i oskrzydlając kolejną, ale wkrótce zostali odparci kontratakiem brygady Jubala Early’ego. Stevens zginął w tym starciu około godz. 17 od strzału w skroń.
W tym samym mniej więcej czasie na polu bitwy zjawił się Kearny ze swoją dywizją i wsparł brygadę Davida B. Birneya na lewym skrzydle Stevensa. Briney uderzył na linie konfederatów, ale utknął w walce na bagnety z żołnierzami z dywizji Hilla. W ulewnym deszczu Kearny przez pomyłkę wjechał pomiędzy oddziały konfederatów i zginął. W tej sytuacji Birney wycofał się na południe, kończąc tym samym starcie.
W nocy nadciągnął Longstreet, by wesprzeć wojska Jacksona i wznowić bój rano, ale armia unionistów zdołała już wycofać się do Germantown i Fairfax Court House.
Bitwa w sensie taktycznym była nierozstrzygnięta, ale Jackson utracił inicjatywę i nie był w stanie zablokować odwrotu unionistów i zniszczyć armię Pope’a. Zginęli w tym starciu dwaj ważni dla unionistów generałowie. Pope, uważając atak za bezpośrednie zagrożenie dla swej armii, wycofał się głęboko za umocnienia obronne Waszyngtonu. Lee rozpoczął kampanię w Maryland, podczas której stoczona miała zostać bitwa nad Antietam. Armia Potomaku gen. mjr. George’a B. McClellana wchłonęła Armię Wirginii Pope’a, która tym samym przestała istnieć.